# ホーシューバーガー
ホーシューバーガーは、岐阜県笠松町にある「ブルーリバーカフェ」で提供されているご当地バーガーである。2008年に町おこしを目的とした活動をしている”NPO法人元気きそがわ”のイベントにてお披露目された。笠松町が笠松競馬場を有する「馬の町」であることをPRするため、NPOとブルーリバーカフェが協力して開発した。馬の蹄鉄の形をしたバンズを使いこだわりのBBQソースで味付けしたハンバーグパティをはさみオリジナルなご当地グルメバーガーが誕生した。ホーシューとは（馬の靴）ホース・シューズのことであり蹄鉄の英訳である。100％飛騨牛ミンチを使用した「飛騨牛ホーシューバーガー”Dagyu"」をはじめ’オリジナル・ポノポノ・カリフォルニア・チーズ＆チーズ・和風・テキサス・スロッピージョー・飛騨牛ホーシューバーガー”ベイシック”など全9種類のハンバーガーがある。「とっとりバーガーフェスタ2014年・2015年」に参加している。